# سگبانا، بنین
سگبانا (به فرانسوی: Segbana) شهری در استان آلیبوری واقع در کشور بنین است که در سال ۱۹۹۲ میلادی ۱۰٬۲۱۹ نفر جمعیت داشته و جمعیت آن در سال ۲۰۰۵ میلادی به ۱۴٬۵۸۷ نفر رسیده‌است.